# Tatranská magistrála
 Tatranská magistrála je vžité jméno nejdelšího souvislého turistického chodníku ve Vysokých a Západních Tatrách. Značení je červené. Evidenční číslo východní části je 860 a západní části 0930.  V roce 2013 byla prodloužena přes Spišskou Maguru do Polska.

## Historie
Původní myšlenku na vybudování stezky publikoval Hugo Jeltsch roku 1903 v ročence Uherského karpatského spolku. V té době již existovaly některé úseky dnešní magistrály, nebyly však propojeny do jednoho celku. Nápad oživil v roce 1923 Petr Karel (pod pseudonymem Karel Petrovič), když popsal svoji cestu tehdejšími chodníky a vyslovil návrh na jejich propojení do Vyšné cesty tatranské, pro kterou navrhl pojmenování Sokolská cesta. Klub československých turistů návrh uskutečnil v letech 1931–1937 na vlastní náklady s přispěním státu. V pozdějších letech došlo k několika změnám, zejména přeložení a zkrácení úseku mezi Batizovským a Velickým plesem roku 1949. Největším zásahem se stalo uzavření celého hřebenu Belianských Tater v roce 1978, tím se magistrála zkrátila o 19 km. Tento úsek vedl z Kopského sedla hřebenem Belianských Tater přes Kobylí vrch do Tatranské Kotliny.

## Současnost
Nynější západní konec červené značky se nachází na rozcestí na Tokárinách nedaleko obce Jalovec u Liptovského Mikuláše. Od něj chodník prochází jižním podhůřím Západních Tater do Podbanského a dále jižními údolími Vysokých Tater. Východní konec magistrály byl do roku 2013 u Velkého Bílého plesa pod Kopským sedlem.
Celková délka byla (do roku 2013)  přibližně 65 km, čas potřebný ke zdolání trasy byl asi dvacet hodin. Často se jako magistrála uvádí jen její vysokotatranská část od Podbanského. Ta se od západní části liší hlavně tím, že je vedena výše v horách s výraznějším převýšením.

## Průběh trasy

### Západní část
Turistická značená trasa 0860 nevystupuje tak vysoko do hor jako východní část ani nezabíhá do jižních údolí Západních Tater. Je vedena níže v podhůří, většinou po hranici Tatranského národního parku, od rozcestí na Tokárinách do ústí Jalovecké doliny, odtud k ústí Žiarské doliny, Račkové doliny a dále až do Podbanského. Na délce 22,5 km je celkové převýšení pouze 1000 m (600 m stoupání, 400 m klesání v uvedeném směru). Většina trasy prochází nadmořskou výškou 900–1000 m.

### Východní část
Turistická značená trasa 0930 traverzuje úbočí všech jižních údolí Vysokých Tater. Z Podbanského stoupá přes Tri studničky k Jamskému plesu a pokračuje mírným klesáním Furkotskou dolinou ke Štrbskému plesu. Štrbské pleso značka těsně obchází a bokem Mengusovské doliny pomalu stoupá k Popradskému plesu. Za Popradským plesem následují serpentiny v prudkém svahu do sedla pod Ostrvou. Zde magistrála velice rychle vystoupá o 470 m a dosáhne své druhé nejvyšší nadmořské výšky. Také zde poprvé vystoupí trvale nad hranici lesa. Dále pokračuje Štôlskou a Batizovskou dolinou k Batizovskému plesu a stálým klesáním až do Velické doliny k hotelu Sliezsky dom u Velického plesa. Odtud chodník pokračuje Slavkovskou dolinou stálým klesáním opět až na úroveň lesa ke středisku Hrebienok. Ze střediska Hrebienok stoupá magistrála do ústí Velké Studené doliny a kolem Obrovského vodopádu přes Lomnickou vyhlídku na Skalnaté pleso. Zde už je opět nad úrovní lesa a nepřetržitým stoupáním vede do sedla pod Svišťovkou, kde dosahuje nejvyšší nadmořské výšky 2023 m. Následuje prudké klesání k Zelenému plesu a poslední, mírně stoupající úsek k Velkému Bílému plesu, kde červená značka v současnosti končí.
Vysokotatranský úsek magistrály je přibližně 46 km dlouhý, na trase překonává celkové převýšení 4800 m (2800 m výstup, 2000 m sestup v uvedeném směru).
Z údolí Bielych plies, kde je východní konec magistrály, lze pokračovat zelenou značkou do Tatranské kotliny nebo po modré přes Kopské sedlo údolí Zadné Meďodoly do Tatranské Javoriny. Třetí možnost je po modré v opačném směru do Tatranských Matliarů.

### Severní část
Vede od Veľkého Bieleho plesa přes Belianské Tatry a Spišskou Maguru do Polska.

## Mapy
Celou délku Tatranské magistrály pokrývají dvě turistické mapy:
- Turistická mapa číslo 112, VKÚ a.s. Harmanec, Západné Tatry – Roháče.
- Turistická mapa číslo 113, VKÚ a.s. Harmanec, Vysoké Tatry.